# Eggdrop
Eggdrop ist einer der ersten IRC-Bots, der einen IRC-Channel rund um die Uhr offen halten kann und bei Aufruf spezielle Funktionen ausführt. Er selbst ist dabei wie jeder andere User sichtbar. Die Entwicklung startete im Jahre 1993 durch Robey Pointer. Heute umfasst das Entwickler-Team über 40 Personen und eine Vielzahl an Personen, die Patches beigetragen haben.
Er basierte in seinen ersten Versionen auf der Skriptsprache Tcl, und deshalb basiert auch seine Skriptingschnittstelle heute noch auf dieser Sprache.
Der Bot selbst ist heute in C geschrieben, was es notwendig macht, ihn für Linux, sowie für Windows separat zu kompilieren.
Mit Hilfe der Skripting-Schnittstelle ist es möglich, Plug-ins für den Bot zu schreiben, was ihn zu einem der populärsten gemacht hat, da es eine Vielzahl an solchen Erweiterung für alle erdenklichen Aufgaben gibt. Vom Auslesen des aktuellen TV-Programms für einen Sender bis zu kleinen Quiz-Spielen ist alles vertreten.